# Długa Łąka (Tatry)

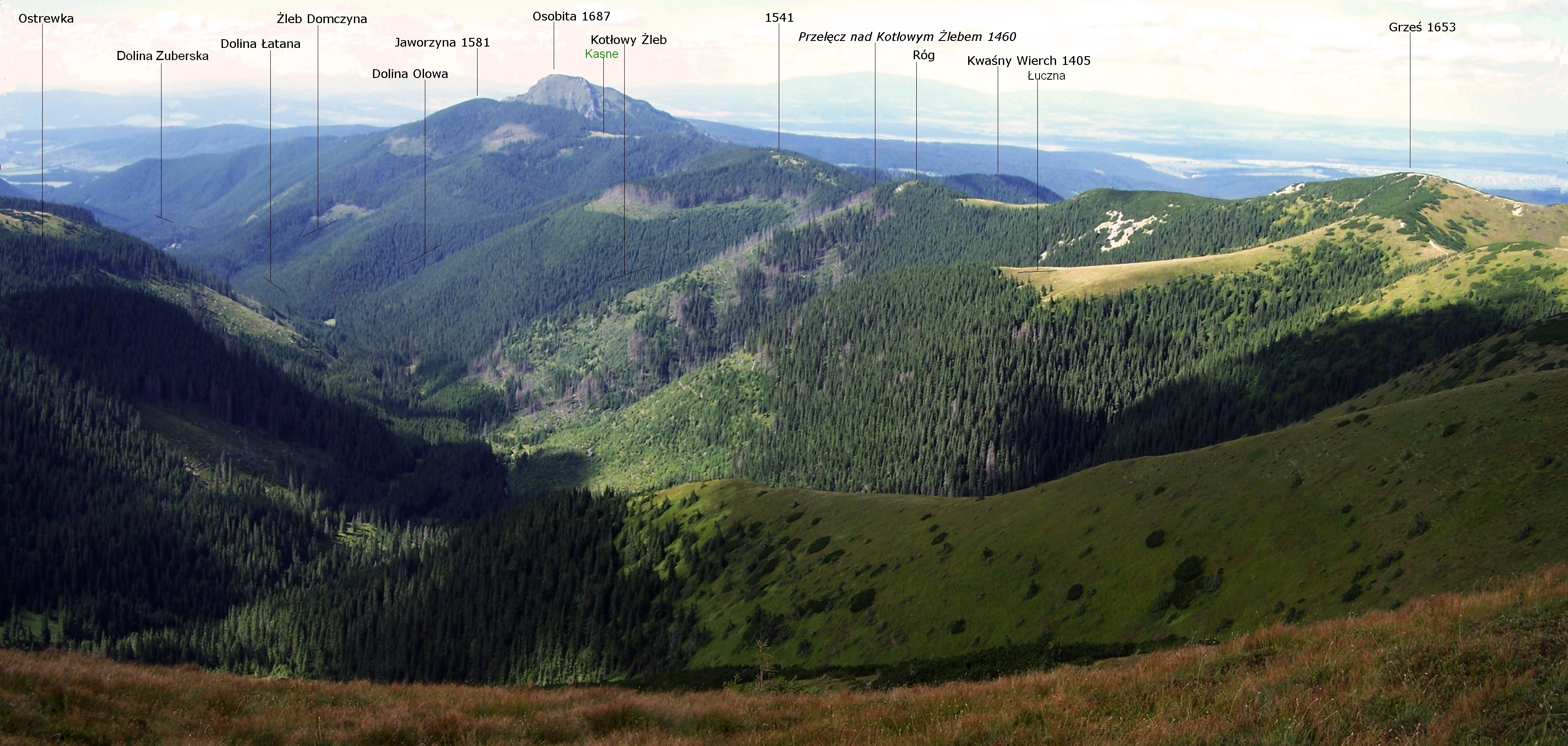
Długa Łąka w środkowej części zdjęcia

Długa Łąka (słow. Dlhá lúka) – dolna część grzędy Łuczna, znajdująca się w Dolinie Zadniej Łatanej w słowackich Tatrach Zachodnich. Dawniej była to halizna wypasana przez mieszkańców miejscowości Dłuhałuka (w tłumaczeniu na język polski Długa Łąka). Było to odrębne gospodarstwo, wymieniane w dokumentach z 1615 r. Pozostałe części Doliny Łatanej wypasane były przez odległe miejscowości Trzciana i Orawka (z tej ostatniej owce pędzono aż 42 km).
Po zniesieniu wypasu Długa Łąka w dużym stopniu zarosła lasem, nadal jednak opisywana jest na mapach. Szlak prowadzący od skrzyżowania szlaków w Dolinie Łatanej przez Łuczną na Grzesia omija Długą Łąkę, prowadząc tuż po drugiej stronie jednego ze źródłowych cieków Łatanego Potoku, i dopiero powyżej Długiej Łąki przekracza potok i wchodzi w las na grzbiecie Łucznej.